# サッド ヴァケイション
『サッド ヴァケイション』は、青山真治監督による2007年の日本映画。『Helpless』『EUREKA』に続く“北九州サーガ”の第三作。第64回ヴェネツィア国際映画祭ではオリゾンティ部門のオープニング作品として上映された。さらに、第32回トロント国際映画祭と第12回釜山国際映画祭へ正式出品されている。
2006年10月から12月にかけて撮影され、2007年4月に完成、同9月に全国公開された。若戸大橋や平尾台をはじめとして、すべての場面が北九州市内で撮影されている。なお、『Helpless』の映像の一部が引用されている。

## ストーリー
中国人の密航を手助けしていた健次は、中国人マフィアから逃げるため運転代行に転職した。ある日、泥酔客を送って行った先は、若戸大橋を間近に見上げる小さな運送会社の間宮運送。そこで健次はかつて自分を捨てていった母の千代子を目撃する。様々な過去を持つ流れ者たちで構成される間宮運送で働き始めた健次だが、千代子への積年の復讐心と日増しに大きくなる母性とのあいだで葛藤する。

## キャスト
- 白石健次：浅野忠信
- 間宮千代子：石田えり
- 田村梢：宮崎あおい
- 椎名冴子：板谷由夏
- 間宮繁輝：中村嘉葎雄
- 間宮勇介：高良健吾
- アチュン：畔上真次
- 松村ユリ：辻香緒里
- 茂雄：光石研
- 秋彦：斉藤陽一郎
- 後藤：オダギリジョー
- 木島：川津祐介
- 曽根：嶋田久作
- 中西：森下能幸
- 岡田：上下宣之
- 益田：杉山彦々
- 小野：山口美也子
- 川島：豊原功補
- 牧村：とよた真帆
- 中国人マフィア:本間しげる

## スタッフ
- プロデューサー：甲斐真樹
- 原作：青山真治『サッド・ヴァケイション』（2006年、新潮社）ISBN  9784104631025
- 監督：青山真治
- 脚本：青山真治
- 助監督：野本史生
- 編集：大重裕二
- 撮影：たむらまさき
- 美術：清水剛
- 照明：中村裕樹
- 録音：菊池信之
- 音楽：長嶌寛幸
- オープニング・テーマ：ジョニー・サンダース「Sad Vacation」
- エンディング・テーマ：アルバート・アイラー「Ghosts」（編曲は長嶌寛幸）
- 挿入歌：「八月の濡れた砂」（歌は宮崎あおい）
- 制作プロダクション：キリシマ1945
- 特別協力：北九州フィルム・コミッション、スターフライヤー
- 宣伝：る・ひまわり
- WEB宣伝：アンリミテッド
- 支援：文化庁
- 配給：スタイルジャム
- 製作：間宮運送組合 2007（スタイルジャム、ビーワイルド、ジェネオン・ユニバーサル・エンターテイメントジャパン）